# Madhumati
Madhumati è un film indiano del 1958 prodotto e diretto da Bimal Roy, e scritto da Ritwik Ghatak e Rajinder Singh Bedi. La colonna sonora del film è stata composta da Salil Choudhury con testi scritti da Shailendra. Il film vede protagonisti Dilip Kumar e Vyjayantimala nei ruoli principali insieme a Pran e Johnny Walker. È stato uno dei primi film ad affrontare il tema della reincarnazione ed ha una atmosfera gotica noir. Si tratta della prima ed unica collaborazione fra Roy e Ghatak, ed è stato uno dei film di maggior successo ed influenza nel cinema di Bollywood.
Il film del 1988 Janam Janam è un remake di Madhumati. Nuovamente, nel 2007 è stato prodotto un nuovo remake intitolato Om Shanti Om e realizzato da Farah Khan e Shahrukh Khan, benché in questo caso il film originale non viene effettivamente citato.
Il film ha vinto il Filmfare Award per il miglior film.